# Алистър Картър
Алистър (Али) Картър (на английски: Allister „Ali“ Carter, роден на 25 юли 1979 г. в Есекс, Англия), е английски професионален състезател по снукър. Картър става професионалист през 1996 г. Живее в Челмсфорд, Великобритания. Прякорът, с който е известен сред феновете си, е „Капитанът“, заради хобито му да пилотира самолети.
През 2008 година той достига до финала на Световния шампионат по снукър, неговият първи по-голям финал. Въпреки че губи с голяма разлика от шампиона Рони О'Съливан, това негово постижение му помага да стигне до топ 8 на най-добрите снукър играчи за сезон 2008/2009.

## Ранни години
Картър е професионален играч от 1996 година. Той става известен за първи път през 1999 година, когато печели наградата за млад играч, след като е спечелил друго първенство през същата година. Това му осигурява място на известния турнир Мастърс. Тогава той достига и до полуфиналите на Гран При. Осем години по-късно, през 2007, той стига и до полуфинала на Купата на Малта.
Той е близо до топ 16 през 3 поредни сезона – 2003/2004, 2004/2005 и 2005/2006 – където съответно е поставен под номер 17, 19 и 19, преди да го достигне през сезон 2006/2007 и да се появи под номер 7 през 2008. На Световния шампионат през 2007 той побеждава Анди Хикс в първия кръг с 10 – 4, а след това постига 13 – 6 в полуфинала със седемкратния световен шампион Стивън Хендри. Дълго време Картър няма победа срещу Рони О'Съливан, като от 18 срещи между тях е спечелил само 2.
Картър има репутацията на играч, губещ самообладание в критични моменти от играта, когато води в резултата, с което позволява на опонента си да се завърне. Такъв е примера с първия кръг на Първенството на Обединеното Кралство през 2007 година, където Картър води с 8 – 3 срещу Бари Хокинс, преди Хокинс да спечели следващите шест фрейма и да победи с 9 – 8. Въпреки това Али успява да си го върне на Хокинс по време на Световното първенство по снукър през 2008, като го побеждава с 10 – 9 в спорен финал. Хокинс изравнява мача до 9 – 9, когато играчите трябва да прекъснат играта си, за да могат да започнат вечерните мачове. Те се връщат след един от двата вечерни мача на нова маса, на която не са играли преди. Самият Али след това признава, че вероятно е нямало да спечели, ако играта не е била прекъсната. След това Картър показва много силна игра срещу световния № 1 Шон Мърфи и побеждава победителя от 2002 Питър Ебдън в полуфинала. На 4 май 2008 той побеждава Джо Пери със 17 – 15 и си осигурява място на финала срещу Рони О'Съливан. Картър губи финала с 18 – 8.
Картър записва своя първи 147-ов максимум брейк на 29 април 2008 на Световното първенство в мача срещу Питър Ебдън. Той прави това ден след като Рони О'Съливан записва своя максимум брейк. Това прави Картър шестият играч, достигнал това постижение в „Крусибъл“, и първият, който го прави без да е спечелил турнира преди това. Това е и първият път, когато двама играчи правят максимум брейкове на едно и също събитие. Самият Картър споделя, че се е стремял към този максимум брейк, още когато е направил 64 точки. Последните няколко топки той е вкарал инстинктивно, тъй като „треперел като листо“. За този успех Картър получава сумата от 78 500 паунда.
Току-що завърнал се от Световното първенство по снукър, Картър печели своя втори турнир, който не му носи точки – „Купата на Хуангшан“ в Китай, където побеждава с 5 – 3 срещу шампиона от Гран При 2007 – Марко Фу. След това той достига до полуфинала на първото за сезона изтъкнато първенство за 2008 – Трофея на Северна Ирландия и губи от О’Съливан с 5 – 6.

## Сезон по снукър 2008/2009
Али Картър печели Първенството на Уелс, което е и първа титла в кариерата му. На финала той побеждава Джо Суейл, за когото това е първи финал. Сезонът за Картър е успешен след 3 полуфинала (Трофей на Северна Ирландия, Гран При и Британското първенство), но и две отпадания в първи кръг.

## Сезон по снукър 2009/2010
| Турнир                    | Резутат | Спечелени пари | Ранкинг точки | Най-голям брейк | 100+ брейк | 50+ брейк | Брой спечелени срещи |
| ------------------------- | ------- | -------------- | ------------- | --------------- | ---------- | --------- | -------------------- |
| Шанхай мастърс 2009       |         | £              |               |                 |            |           |                      |
| Гран При 2009             |         | £              |               |                 |            |           |                      |
| Британско първенство 2009 |         | £              |               |                 |            |           |                      |
| Мастърс 2010              |         | £              |               |                 |            |           |                      |
| Първенство на Уелс 2010   |         | £              |               |                 |            |           |                      |
| Първенство на Китай 2010  |         | £              |               |                 |            |           |                      |
| Световно първенство 2010  |         | £              |               |                 |            |           |                      |
| Общо                      |         | £              |               |                 |            |           |                      |

## Личен живот
През 2003 година Алистър Картър разбира, че страда от болестта на Крон, която представлява хронично разстройство на храносмилателния тракт. Картър споделя: „Все още страдам от нея, но е отслабнала и сега се подлагам на редовни кръвни тестове. Видях как това се случи и с Пол Хънтър и това може да се случи на всеки един от нас. Ако си здрав, си богат човек.“
Картър управлява и играе в „Челмсфорд Ривърмийт Снукър Клуб“. Той е и страстен почитател на летенето. Въпреки че смята снукъра за свое професионално занимание, е изкарал курсове за пилот на самолет. Оттам идва и неговият прякор „Капитанът“.
На 1 октомври 2009 приятелката му Сара го дарява с първото му дете – Макс.